# Новая Сибирь (газета)
Новая Сибирь — новосибирская газета, основанная в 1993 году журналистами издания «Молодость Сибири».

## История
Издание основано после конфликта между сотрудниками газеты «Молодость Сибири», редакцию которой в ноябре 1993 года покинули ответственный секретарь В. М. Досычев и другие журналисты. Вскоре они создали новую газету, впервые выпущенную 21 ноября 1993 года под названием «Молодая Сибирь — первая», а с № 4 — «Молодая Сибирь».
В 1993—1995 годах изданием руководили одновременно 4 главных редактора: М. Готлиб, А. Кретинин, М. Калужский, М. Туханин, в это время у газеты были собственные корреспонденты в Москве (А. Суховерхов и Д. Гальперович), Томске и т. д.
6 июля 1995 газета начала издаваться под названием «Новая Сибирь».
До 1995 года печаталась в формате А-3, потом — в А-2, в 1999 году сменила его на В-2, в оформлении стала использоваться жёлтая краска.
С 2001 года начинается также выпуск вкладки «Н.С.-ТВ» (распространялась как вместе с «Новой Сибирью», так и раздельно).

## Рубрики
В 1994—1995 годах в газете были следующие рубрики: «Информбюро», «Политинформация», «Общество», «Мир искусства», «Криминал», «Собрание сочинений» (с публикацией лит. работ), «Состояние» (экономическая рубрика), «Арт-билет», «Вокруг света», «Старт/Финиш» (спортивный блок).
В 1995 году после смены формата на А-2 был пересмотрен состав рубрик: «Экономика», «Политика, официальные хроники», «Происшествия», «Мир искусства», «Наука», «Общество», «Спорт»; вторая часть газеты включала рубрики: «Услуги», «Магазины», «Туризм», «ТВ, репертуар».
В 1998 году разделы «Новой Сибири» вновь изменились.
По данным на 2003 год в издании были такие рубрики как «Репортажи/Расследования», «Факты/Комментарии», «Экономика», «Политика», «Мир искусства/Литература», «Духовное пространство», во второй части — «Здоровье», «Новые технологии», «Туризм/Отдых», «Магазин».

## Тираж
В 1993 году тираж газеты составил 85 тысяч экземпляров, к лету 1994 года — 65 тысяч, в 1995—1996 годах — около 30—40 тысяч, в 2001—2002 — 4,2—5 тысяч.

## Спортивные турниры
С 1994 года издание устраивало ежегодный турнир по теннису на приз «Новой Сибири».
Газетой была создана одноимённая команда по шахматам, которая в 1996—1997 годах достигла успехов на пекинском турнире и на Кубке Европы в Солониках.
С лета 2000 года «Новая Сибирь» организовывает ежегодный переплыв Оби на приз газеты.

## Логотип
В логотипе газеты с 1994 года присутствует ироничная эмблема, представляющая собой двухголового медведя (худ. С. Мосиенко), а также девиз Duo capite optime.

## Награды
С 1995 по 2000 год «Новая Сибирь» удостоилась 6 дипломов и премий на российских и международных конкурсах прессы.